# Avatar-beweging
De Avatar-beweging, bedrijfsmatig handelend onder de naam Star's Edge is een van oorsprong Amerikaans bedrijf dat cursussen aanbiedt en verspreidt via enrollment. De leergangen zijn naar eigen zeggen gericht op zelfontwikkeling en persoonlijkheidstraining van de cursisten. Het streven is daardoor te komen tot een betere wereld.

## Oprichting
Het Amerikaanse bedrijf werd in 1986 opgericht door de Amerikaan Harry Palmer. Palmer had in de jaren zeventig en tachtig van de twintigste eeuw een hoge functie bij Scientology. Hij begon onder de naam Star's Edge een bedrijf dat analoog aan de opzet van Scientology maar met andere woorden voor stadia van verlichtheid die men kon bereiken Avatarcursussen aan ging bieden. Aanvankelijk waren andere afsplitsingen van Scientology als Landmark en Essence eerder succesvoller op de Nederlandse markt maar geleidelijk nam Avatar een dominanter positie in.

## Werkwijze
Het Avatar-aanbod bestaat uit vier cursussen en de kosten worden steeds hoger naarmate iemand vordert in het programma. De eerste Avatar-cursus bestaat uit drie delen. Eerst de twee-daagse introductiecursus "ReSurfacing workshops" (295 dollar), gevolgd door "Section II The Exersises" (4-5 dagen, 500 dollar) en "Section III The Procedures" (2 -4 dagen, 1500 dollar).
Mensen kunnen na voltooiing van de eerste cursus de Master-cursus volgen, deze heet ook wel "Section IV Awakening" (9 dagen, 3000 dollar). Na afronding hiervan komt de cursist in aanmerking voor een licentie om zelf de eerste Avatar-cursus te gaan geven. Optioneel wordt ook de "Professional Course" (7 dagen, 2500 dollar) gevolgd.
Na de Master-cursus komt de cursist pas in aanmerking voor de "Wizard-cursus" (13 dagen, 7500 dollar). De Wizard-cursus claimt cursisten middelen te geven die ‘de beschaving zou kunnen transformeren’. De Master-cursus en de aanvullende "Wizard-cursus" leiden naar het hoogste niveau binnen de beweging.

## Kritiek
In 2006 kwam de organisatie kortstondig in het nieuws toen bleek dat de uitkeringsinstantie UWV cliënten naar Avatarcursussen stuurde. Daarna werd het stiller rond de organisatie en werd de concurrent Landmark populairder die gelijkaardige cursussen aanbood. In 2018 kwam de beweging opnieuw in de publiciteit toen het televisieprogramma Monitor verslag deed van onderzoek naar de rol van Avataraanhangers op democratische scholen. Meerdere leidinggevenden van deze particuliere scholen zouden actief zijn binnen de Avatar-beweging. Ook in andere sectoren van de maatschappij als overheidsorganisaties en bedrijven blijkt de beweging actief. In diverse radio- en televisieprogramma's en in krantenartikelen kreeg de organisatie aandacht en werd gewezen op de negatieve aspecten op personen en organisaties. In april 2018 besprak de ombudsman van NRC Handelsblad de kritische artikelen in zijn krant. Tevens startte het dagblad de Gelderlander een nader onderzoek waarbij het de lezers vroeg om respons. Hierop kwamen meer dan vijftig reacties. Uit extern onderzoek in opdracht van het bestuur van een basisschool in Berg en Dal bleek dat de leerlingen niet waren blootgesteld aan het gedachtegoed van Avatar.